# 澤列尼克林 (托馬基夫卡區)
47°52′3″N 34°35′27″E / 47.86750°N 34.59083°E
澤列尼克林（烏克蘭語：Зелений Клин），是烏克蘭中部的村莊，隸屬第聶伯羅彼得羅夫斯克州的尼科波爾區。該村距離謝爾吉伊夫卡1公里，海拔高度100米，2001年人口154。